# Eugeen Magiels
Eugeen Antoon Clement Magiels (Borgerhout, 8 juli 1923 - Berchem, 13 oktober 2016) was een Belgisch econoom, journalist en redacteur.

## Levensloop
Magiels begon zijn journalistieke carrière als medewerker van het VVKS-ledenblad Kompas, vervolgens was hij redacteur van De Linie en hoofdredacteur van het weekblad De Bond.
In 1967 werd hij door bankier Fernand Nédée aangesproken om mee de De Financieel-Economische Tijd op te richten in de schoot van het Vlaams Economisch Verbond (VEV). Magiels werd vervolgens de eerste hoofdredacteur van het financieel dagblad, een functie die hij uitoefende tot aan zijn pensioen in 1988. Hij werd in deze hoedanigheid opgevolgd door Jerry van Waterschoot.